# Салер (сыр)
Сале́р, или Высокого́рный сале́р (фр. Salers, Salers de haute Montagne) — неварёный прессованный французский сыр из коровьего молока. Изготавливается в департаментах Канталь, Верхняя Луара, Пюи-де-Дом, Аверон, Коррез.

## История
Салер — один из самых старинных французских сыров: его история насчитывает более двух тысячелетий. Изначально его производили в одноимённой деревне, расположенной в высокогорной местности в Центральной Оверни. На летний период коров перегоняли на горные пастбища; сопровождавшие их пастухи поселялись в особых хижинах — бюронах (фр. buron) — и там же занимались изготовлением сыра. Питающиеся горными травами коровы давали молоко исключительно высокого качества, из которого получался прекрасный сыр.
В 1961 году салер получил сертификат AOC, в 2003 году — сертификат AOP.
В наши дни этот сыр изготовляют старинным способом, по практически неизменным рецептам. Среди французских сыров, имеющих контролируемое наименование происхождения, только салер изготавливается фермерским (а не промышленным) способом.

## Изготовление

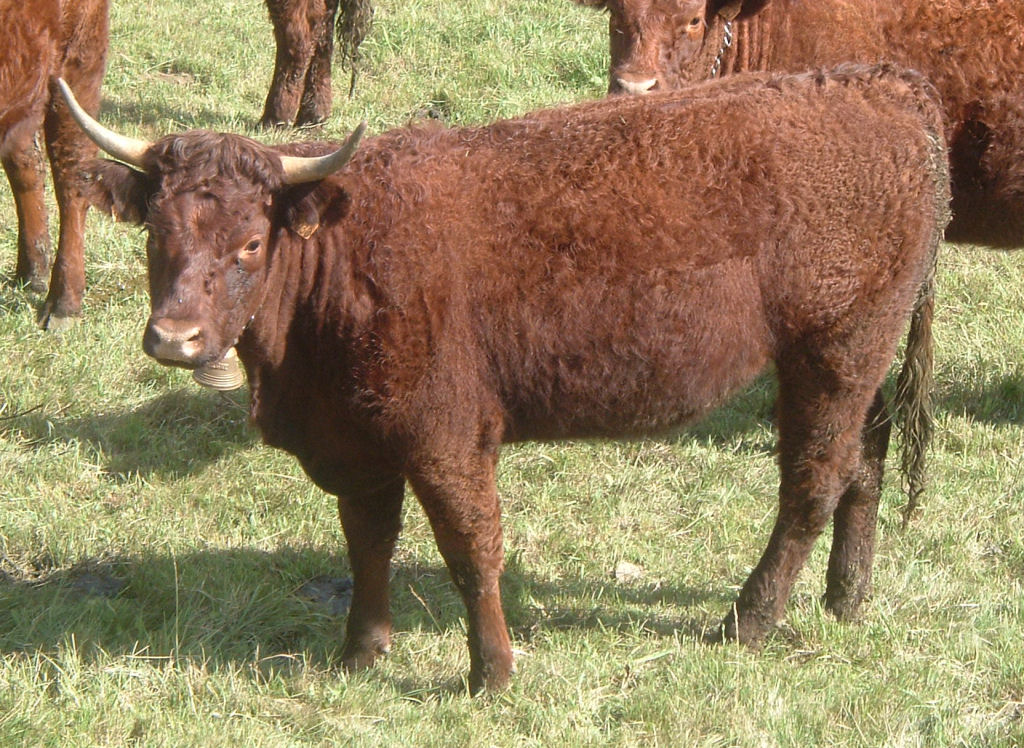
Салерская порода коров

Главный секрет изготовления салера — в молоке. Хотя нормативы изготовления этого сорта сыра допускают использование молока от различных пород коров, традиционный салер делается из молока коров салерской породы. Важно и то, что его производят лишь в ограниченный период времени, когда коровы пасутся на горных пастбищах и питаются свежей травой — с 15 апреля до 15 ноября. Поэтому объём производства этого сыра существенно меньше по сравнению со многими другими сортами: так, например, в 1997 году за шесть установленных законом месяцев было изготовлено 1085 т салера (ср. с 17 385 т сорта канталь).
Салер изготавливается из свеженадоенного молока, в которое добавляется закваска. После того как стечёт сыворотка, сырную массу прессуют, разрезают и переворачивают, повторяя весь цикл несколько раз. Затем её оставляют на несколько часов, в течение которых происходит ферментация. После этого массу повторно размалывают на зёрна, солят и оставляют на три часа.

Подготовленную таким образом сырную массу помещают в формы, выстланные изнутри льняной тканью. Она помещается под пресс на 48 часов, в течение которых неоднократно переворачивается.

Наконец, сформированные головки помещаются в прохладный погреб, температура в котором не превышает 12 °C, а влажность достигает 95 %. Минимальный срок созревания — 3 месяца. Для того, чтобы вкус сыра стал более резким, его могут выдерживать до 18 месяцев.

Во время созревания на сыре образуется корочка, на которую селят сырного клещика вида Acarus siro. Благодаря этому корочка получается треснутой и изрытой.
Обычно салер производится в виде цилиндров диаметром 38—48 см, высотой 45 см и весом от 30 до 40 кг.

## Характеристики

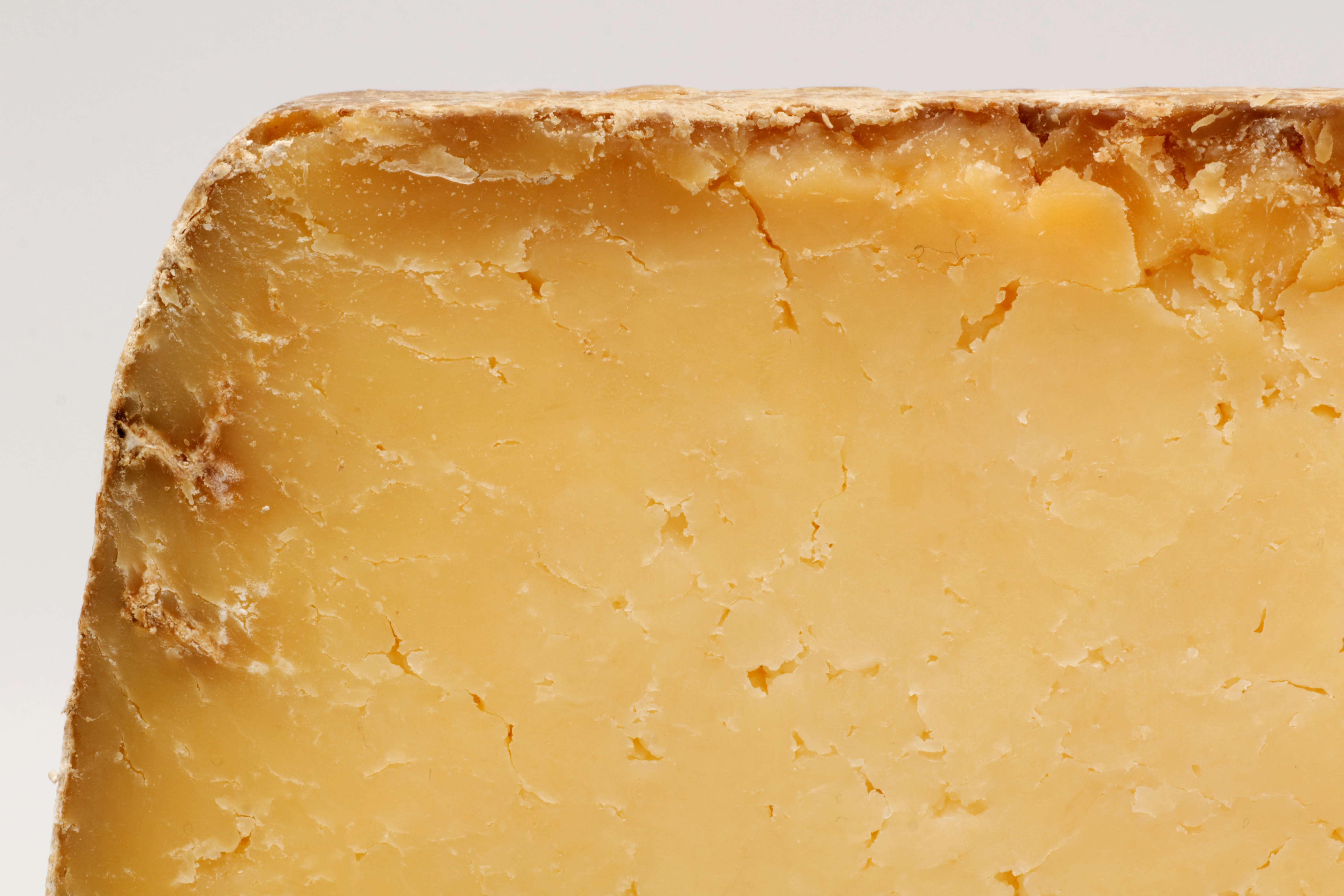
Корочка и мякоть

Сыр покрыт толстой серовато-коричневой корочкой, под которой находится нежно-золотистая мякоть жирностью 45 %. Консистенция плотная и в то же время мягкая. Особенностью салера является высокое содержание сухого вещества (тогда как обычно сыры наполовину состоят из воды), что придаёт ему сложный насыщенный вкус.
Салеру свойствен ощутимый горьковатый привкус и характерный травяной аромат, в котором различимы нотки арники, горечавки и других горных растений. Однако каждая головка сыра имеет свой неповторимый вкус: это объясняется как разнообразием трав на различных лугах, так и индивидуальным подходом каждого из фермеров-изготовителей.
Сыр употребляют с яблоками, орехами или виноградом. К салеру подают лёгкие вина, которые не забивают аромат сыра: белое Saint Péray, розовое Saint Joseph, Saint Pourçain и красное Marcillac.